# سیزدهمین جشنواره بین‌المللی فیلم مسکو
سیزدهمین جشنواره بین‌المللی فیلم مسکو (انگلیسی: 13th Moscow International Film Festival) از تاریخ۷ تا ۲۱ ژوئیه ۱۹۸۳ در مسکو برگزار شد. سه جایزه طلا این جشنواره به فیلم آموک به کارگردانی سهیل بن برکه، فیلم آلسینو و کندور به کارگردانی میگل لیتین و واسا به کارگردانی گلب پانفیلوف عطا شد.